# Lobophytum proprium
Lobophytum proprium är en korallart som först beskrevs av Tixier-Durivault 1970.  Lobophytum proprium ingår i släktet Lobophytum och familjen läderkoraller. Inga underarter finns listade i Catalogue of Life.